# شهرك شهيد محمد بروجردي (أشترينان)
شهرك شهيد محمد بروجردي (بالفارسية: شهرک شهید محمد بروجردی) هي مستوطنة تقع في إيران في قسم أشترینان الريفي. يقدر عدد سكانها بـ 1,543 نسمة .